# 良洞村
良洞村（韓語：양동마을）位於韓國慶尚北道慶州市，為朝鮮王朝時期兩班「月城孫氏」與「驪江李氏」建立的傳統韓式聚落。良洞村在1984年12月，被指定為韓國「國家民俗文化財」第189號。2010年「良洞村」與其他四個項目以「韓國歷史村落：河回村和良洞村」名稱申請，獲得世界遺產委員會通過，成為韓國第10個世界遺產。

## 簡介
良洞村為朝鮮王朝時期，由當時的貴族（兩班）「月城孫氏」與「驪江李氏」所創建的村落。良洞村位於韓國慶尚北道慶州市江東面，約在慶州市中心東北方16公里處。村落位於雪蒼山（설창산）山脊與溪谷間，村內有160多間保存完整的韓屋與草屋，200年以上歷史的古屋有54間，包括望族的宅第、其他家族成員的木結構房屋、平民的泥牆草屋，亭台書院等建築。孫氏與李氏兩班的宅邸乃依據風水的布局建構。
在良洞村發現的古籍「通鑑續編」於朝鮮世宗四年（西元1422年）印行，為研究朝鮮王朝時期印刷術的重要文獻，其列入韓國國寶第283號，另有「月城孫氏」的代表性人物，曾任安東府使（안동부사）的孫昭（손소，1433－1484）之畫像《孫昭肖像畫》（大韓民國寶物第1216號），兩者現均存放於韓國學中央研究院。良洞村內可見到三項大韓民國寶物，包括：無忝堂（411號）、香壇（412號）、觀稼亭（442號）。
良洞村在1984年12月，被指定為「國家民俗文化財」第189號。2010年韓國以「韓國歷史村落：河回村和良洞村」項目申報世界遺產通過審議，成為韓國第10個世界遺產。

## 重要文物

### 無忝堂

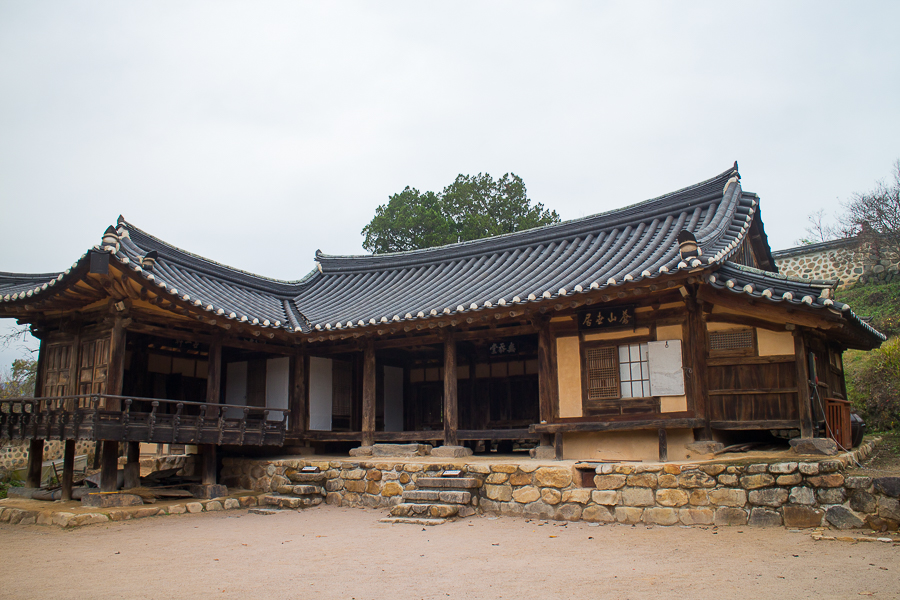

無忝堂為驪江李氏代表人物李彥迪（이언적，1491－1553）與其李氏後人的宅第。無忝堂的建築结構呈現L字型，呈現簡潔而精緻的建築工藝，為朝鮮王朝時期代表性的韓屋建築。無忝堂被列為大韓民國寶物第411號。

### 香壇

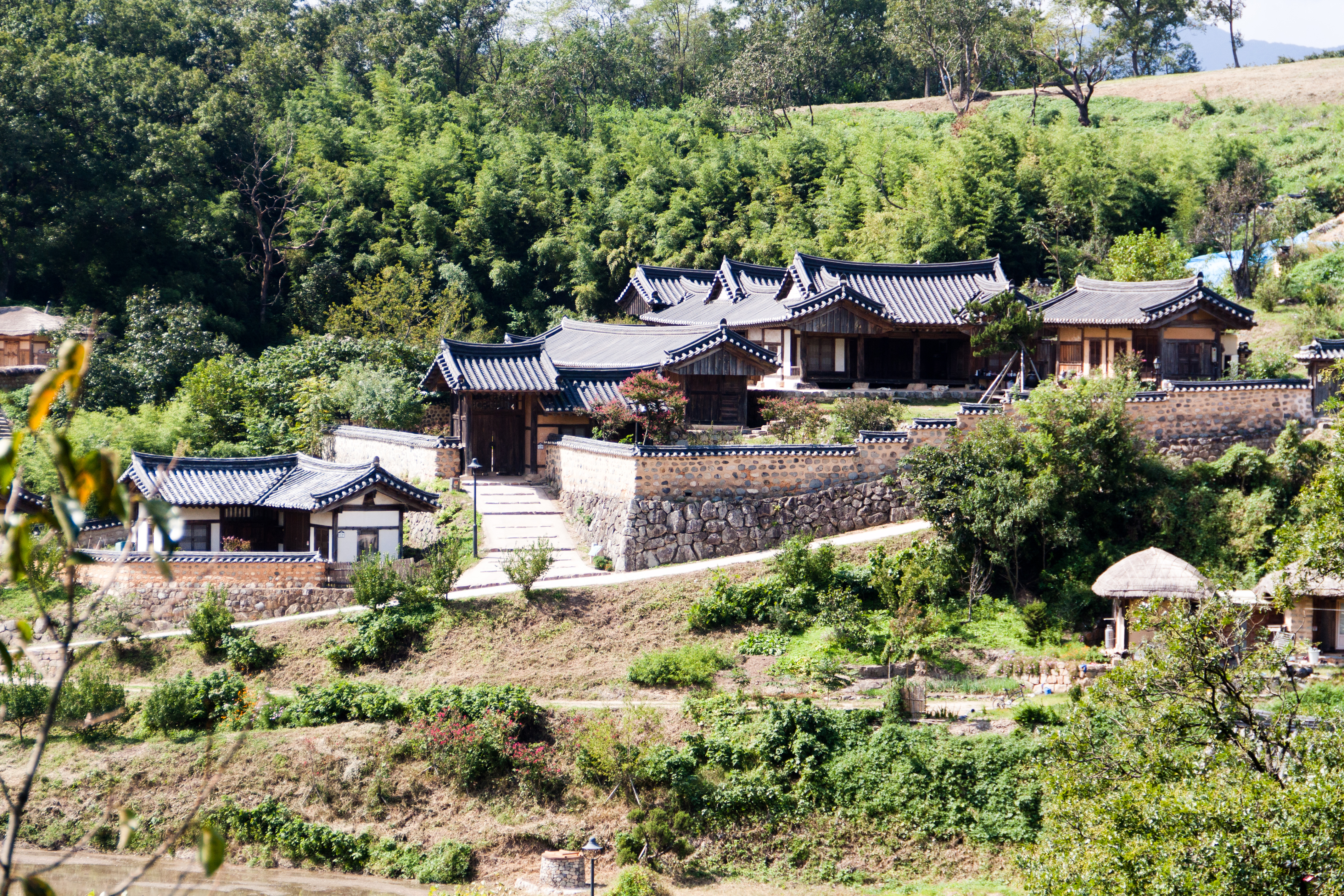

香壇亦李彥迪的宅第。李彥迪在朝鮮中宗時任職慶尚道觀察使。據說香壇為李彥迪赴慶尚道就任時，朝鮮中宗御賜的住宅，以方便他照顧母親。香壇的行廊舍、內室和舍廊全部連在一起，並有有兩個院子。香壇被列為大韓民國寶物第412號。

### 觀稼亭

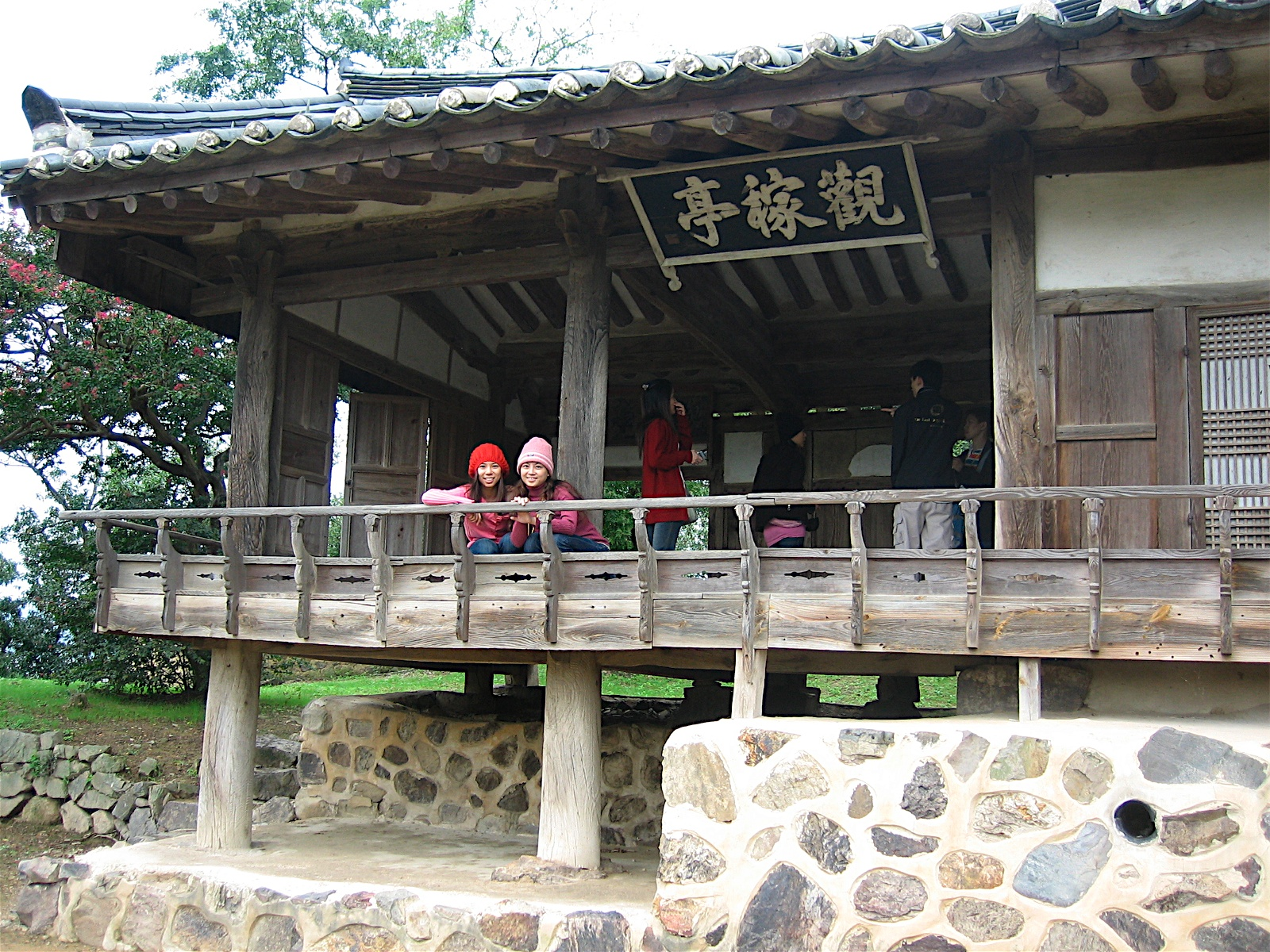
觀稼亭

觀稼亭（韓語：관가정）為孫仲暾（손중돈，1463－1529）所修建。孫仲暾為孫昭之子，朝鮮中宗時，曾任禮曹參判、工曹判書、吏曹判書等職務。「觀稼亭」寓意為如同守望莊稼一般福澤後代。觀稼亭屋子結構為舍廊宅與內宅形成口字型，兩側分布男主人生活或待客的廂房，以及女主人生活的正房。觀稼亭被列為大韓民國寶物第442號。
此外，良洞村尚有「松簷宗宅」（原名「書百堂」（서백당），國家民俗文化財第23号）在內的多項文物遺產。

## 世界遺產登錄
2010年7月至8月，第34屆「世界遺產委員會」會議於巴西首都巴西利亞召開，由韓國申報的項目「韓國歷史村落：河回村和良洞村」經大會通過，成為韓國第10個世界遺產，良洞村的世界遺產編號為1324-003號。
该世界遗产被认为满足世界遺產登錄基準中的以下基準而予以登錄：
- （iii）呈现有关现存或者已经消失的文化传统、文明的独特或稀有之证据。
- （iv）关于呈现人类历史重要阶段的建筑类型，或者建筑及技术的组合，或者景观上的卓越典范。

| 世界遺產編號 | 名稱               | 所在地              | 保護範圍 | 緩衝範圍  |
| ------------ | ------------------ | ------------------- | -------- | --------- |
| 1324-003     | 良洞村聚落：良洞村 | 36°0'7"N 129°9'45"E | 91.6公頃 | 237.4公頃 |

## 參見

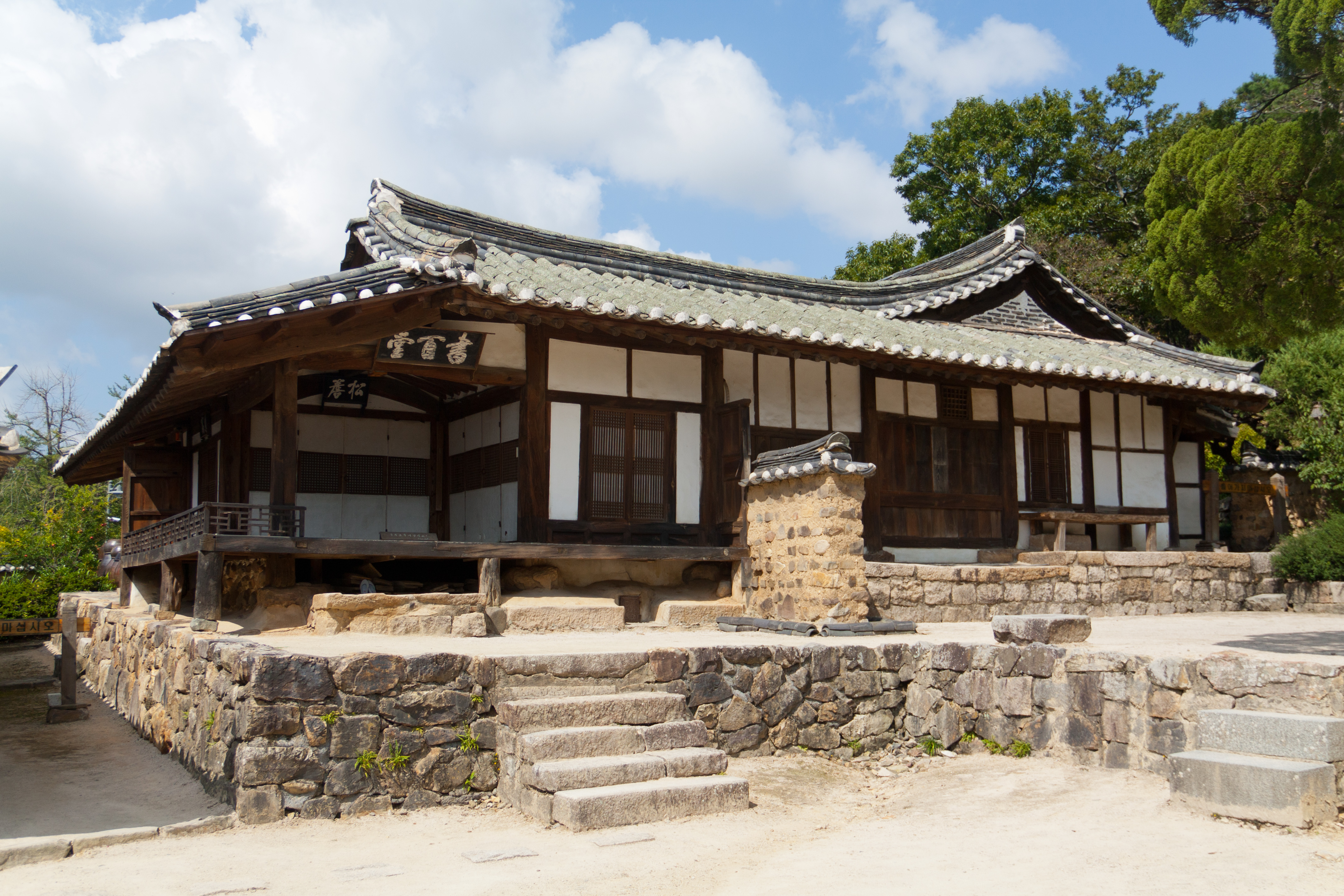
（原名書百堂）